# Чигник-Лагун
Чигник-Лагун (англ. Chignik Lagoon) — статистически обособленная местность в боро Лейк-энд-Пенинсула, штат Аляска, США. Название города Чигник происходит от словосочетания «большой ветер» на алеутском. В местности находится государственный гражданский аэропорт Чигник-Лагун.

## География
Чигник-Лагун находится в южной части полуострова Аляска на побережье залива Чигник и граничит с городом Чигник. Расстояние до Анкориджа — 643,7 км. Чигник — одно из трёх Чигник поселений (два других — Чигник и Чигник-Лейк). На данный момент между городами нет дорог, доступ осуществляется морским или воздушным путями.

## Население
По данным переписи 2010 года население Чигник-Лагун составляло 78 человек (из них 51,3 % мужчин и 48,7 % женщин), 29 домашних хозяйств и 23 семей. Расовый состав: белые — 20,5 %, коренные американцы — 62,8 %, азиаты — 0,6 и представители двух и более рас — 4 %.
Из 29 домашних хозяйств 58,6 % представляли собой совместно проживающие супружеские пары, 37,9 % воспитывали детьми младше 18 лет, 20,7 % не имели семьи.
В среднем домашнее хозяйство ведут 2,69 человек, а средний размер семьи — 3,00 человека. Доля лиц старше 65 лет — 3,8 %. Средний возраст населения — 33,0 лет. Средний доход на семью составлял $138 750, на домашнее хозяйство — $123 750. 83,7 % населения имеют школьное образование или высшую степень.
Согласно переписи Американского сообщества (неофициальная перепись населения) в 2010—2014 годах в численности населения наблюдается следующие изменения:
|  |